# Mélanie Calvat

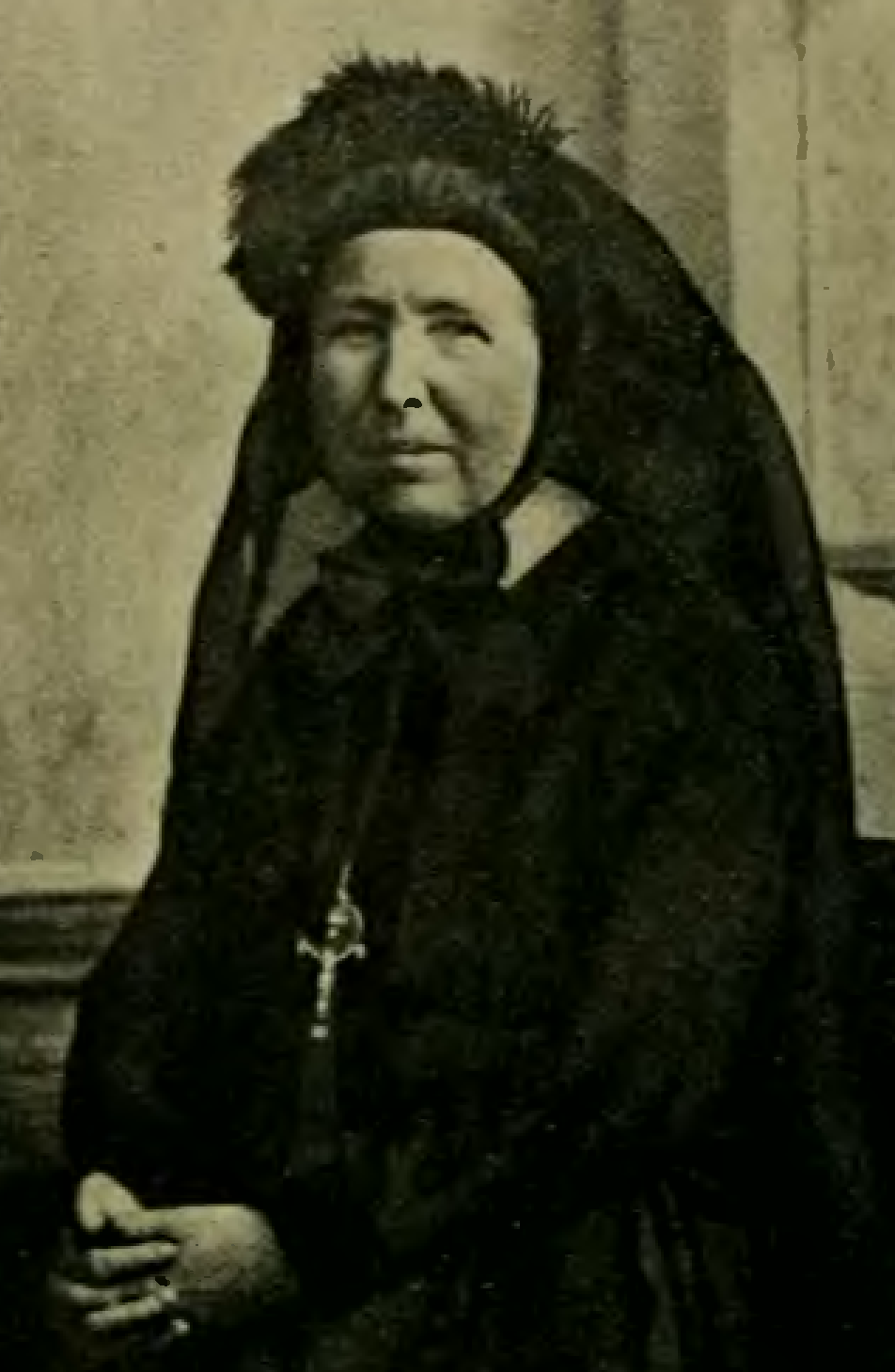
Mélanie Calvat

Françoise Mélanie Calvat (* 7. November 1831 in Corps in Isère, Frankreich; † 14. Dezember/15. Dezember 1904 in Altamura, Italien) war eine französische Nonne. Sie gehörte dem Konvent der Schwestern der Vorsehung bei Grenoble als Schwester Maria vom Kreuz an. Als Vierzehnjährige berichtete sie, gemeinsam mit dem elfjährigen Maximin Giraud beim Viehhüten bei La Salette Zeugin einer Marienerscheinung gewesen zu sein.

## Leben

### Frühe Jahre
Mélanie Calvat wurde am 7. November 1831 in Corps in Isère geboren. Sie war das vierte von zehn Kindern von Julie Barnaud und Pierre Calvat, einem Steinmetz und Grubensäger, der nicht zögerte, jede Arbeit zur Unterstützung seiner Familie anzunehmen. Die Familie war so arm, dass die kleineren Kinder manchmal zum Betteln auf die Straße geschickt wurden.
Schon früh wurde Mélanie damit beauftragt, sich um die Kühe der Nachbarn zu kümmern. So arbeitete sie von Frühjahr bis Herbst 1846 für Jean-Baptiste Pra in Ablandins, einem der Weiler des Dorfs La Salette. Sie sprach nur den regionalen Dialekt Okzitanisch, gemischt mit ein wenig Französisch. Da sie bis dahin weder eine Schule besucht noch Religionsunterricht erhalten hatte, konnte sie weder lesen noch schreiben.
Am 19. September 1846 wurde sie zusammen mit dem elfjährigen Maximin Giraud auf die Höhen von La Salette geschickt, um auf dem Weideland eine Herde zu bewachen.

### Erscheinung
Die beiden Kinder kannten sich erst seit dem Vortag. Als sie nach einer Essenspause gegen 15 Uhr nach ihren Tieren suchten, erlebten sie eine Erscheinung der Jungfrau Maria. Sie richtete an die beiden eine öffentliche Botschaft, die sie an alle Einwohner weiterleiten sollten, sowie je eine „persönliche Botschaft“ an Mélanie und Maximin, ein Geheimnis. Zurück auf den Höfen ihrer Arbeitgeber, berichteten sie von der Vision einer „schönen Dame“ und der empfangenen Botschaft. Erst ihre Zuhörer assoziierten die „schöne Dame“ mit der Jungfrau Maria.
Der Bischof von Grenoble, Philibert de Bruillard, ernannte mehrere Kommissionen zur Untersuchung der Fakten. Die ersten wurden im Dezember 1846 gebildet, eine bestehend aus Professoren des Großen Priesterseminars von Grenoble und die andere aus Titularkanonikern. Diese zweite Kommission kam zu dem Schluss, dass eine weitere Prüfung erforderlich sei, bevor ein Urteil gefällt werden könne. Von Juli bis September 1847 wurde eine neue Untersuchung von zwei Mitgliedern der Kommission, den Stiftsherren Orcel, dem Oberen des Großen Seminars, und Rousselot, durchgeführt.
Von November bis Dezember 1847 fand in der Residenz des Bischofs eine Konferenz zu diesem Thema statt. Sechzehn Mitglieder – die Generalvikare der Diözese, die Pfarrer von Grenoble und die Titularkanoniker – versammelten sich im Beisein des Bischofs. Nach Prüfung des Berichts von Rousselot und Orcel gelangte die Mehrheit zu dem Schluss, dass die Erscheinung authentisch sei. Ferner hatte der Bischof von Sens drei der „Notre-Dame de La Salette“ zugeschriebenen Heilungen, die in der Stadt Avallon stattgefunden hatten, sehr sorgfältig untersucht. Der örtliche Bischof erkannte am 4. Mai 1849 eine der drei Heilungen, die am 21. November 1847 stattgefunden hatte, als wundersam an.
Der Bischof von Grenoble, Philibert de Bruillard, war von der Realität der Erscheinung überzeugt und genehmigte die Veröffentlichung des Rousselot-Berichts, der die Realität der Erscheinung bestätigte. In seinem als Vorwort beigefügten Genehmigungsschreiben erklärte er, dass er die Meinung der Mehrheit der Kommission teile, welche die Schlussfolgerungen des Berichts angenommen habe.
Doch Louis-Jacques-Maurice de Bonald, der Kardinal des Erzbistums Lyon, von dem Grenoble abhängig war, vermutete eine List. Der Kardinal forderte die Kinder auf, ihm ihr Geheimnis zu verraten, und sagte, er habe dazu einen Auftrag vom Papst. Dieser Forderung kamen die Kinder schließlich nach. Mélanie Calvat bestand jedoch darauf, dass ihr Text direkt an den Papst weitergeleitet wurde. Unter diesen Bedingungen schickte der Bischof von Grenoble zwei Vertreter nach Rom. Der Text der beiden Privatgeheimnisse wurde Berichten zufolge am 18. Juli 1851 Papst Pius IX. übergeben, ging aber offenbar verloren.
Das Verfahren war günstig, da das Mandat von Bischof de Bruillard, angepasst nach Anmerkungen von Luigi Lambruschini, dem Kardinalpräfekten der Heiligen Ritenkongregation in Rom, am 18. September unterzeichnet und am folgenden 10. November 1851 veröffentlicht wurde. Darin verkündete der Bischof von Grenoble dieses Urteil: „Wir gehen davon aus, dass die Erscheinung der Heiligen Jungfrau vor den beiden Hirten am 19. September 1846 … in der Pfarrei La Salette … alle Merkmale der Wahrheit in sich trägt, und die Gläubigen haben Grund zu der Annahme, dass sie unbestreitbar und sicher ist.“
Die Entscheidung, die sich auf die Arbeit von Rousselot und der Kommission von 1847 stützte, beruhte auf der Unmöglichkeit, die Ereignisse, Wunder und Heilungen auf menschliche Weise zu erklären, sowie auf den spirituellen Früchten der Erscheinung, insbesondere die Bekehrungen und schließlich die berechtigten Hoffnungen und Wünsche einer großen Zahl von Priestern und Gläubigen.
Später, am 16. November 1851, veröffentlichte der Bischof von Grenoble eine Erklärung, dass die Mission der Hirtenkinder beendet sei und die Angelegenheit nun in den Händen der Kirche liege. Der Bischof stellte klar, dass die Zustimmung der Kirche nur die ursprüngliche Offenbarung von 1846 betreffe und nicht spätere Zusätze.
La Salette löste in der französischen Gesellschaft sofort große Begeisterung aus, provozierte auch heftige Diskussionen. Die kleinen Visionäre fanden keine Ruhe wegen der unaufhörlichen Verhöre, teilweise gewalttätiger Drohungen seitens politischer und kirchlicher Gegner, aber auch durch die Erfahrung übersteigerter Gläubigkeit. Insbesondere Mélanie sah sich als Heilige verehrt, wie einige Zeit später Bernadette Soubirous in Lourdes. All dies untergrub das innere Gleichgewicht der beiden Visionäre. Mélanie hatte in den folgenden Jahren Schwierigkeiten, ein ausgeglichenes religiöses Leben zu führen, und Maximin, der für kurze Zeit das Kleine Seminar in Rondeau bei Grenoble besuchte, hatte ebenfalls Schwierigkeiten, ein normales Leben zu führen.

### Ordensleben
Nach der Erscheinung im Jahr 1846 wurde Calvat als Internatsschülerin im Kloster der Schwestern der Vorsehung in Corenc in der Nähe von Grenoble untergebracht. „Bereits im November 1847 befürchtete ihre Direktorin, dass die Berühmtheit, die ihr aufgedrängt worden war, sie eingebildet machen könnte.“ Im Alter von zwanzig Jahren trat sie der Ordensgemeinschaft bei, wurde 1850 Postulantin und trat im Oktober 1851 ins Kloster ein. Während ihrer Zeit in Corenc war es bekannt, dass sie sich umgeben von begeisterten Zuhörern hinsetzte und ihnen Geschichten aus ihrer Kindheit erzählte.
Im Mai 1853 trat Bischof de Bruillard – 87-jährig – zurück und zu Beginn des Jahres 1854 verweigerte sein Nachfolger, Jacques-Marie-Achille Ginoulhiac, ihr die Erlaubnis zur Profess, da er sie für geistlich nicht reif genug hielt. Calvat behauptete, dass der wahre Grund für diese Weigerung darin bestand, der neue Bischof wolle die Gunst des Kaisers Napoleon III. gewinnen.
Im Jahr 1873 schrieb Calvat ihre persönliche Botschaft erneut nieder, mit dem Imprimatur von Sisto Riario Sforza, dem Erzbischof von Neapel.
Calvat besuchte das Heiligtum in La Salette ein letztes Mal am 18. und 19. September 1902. In den letzten Monaten ihres Lebens lebte sie in Altamura, wo ihre Identität nicht bekannt war. Für die Einheimischen war sie nur eine alte Französin, die jeden Tag zur Messe in die Kathedrale von Altamura ging. Wer sie war, wurde erst nach ihrem Tod enthüllt.

## Tod

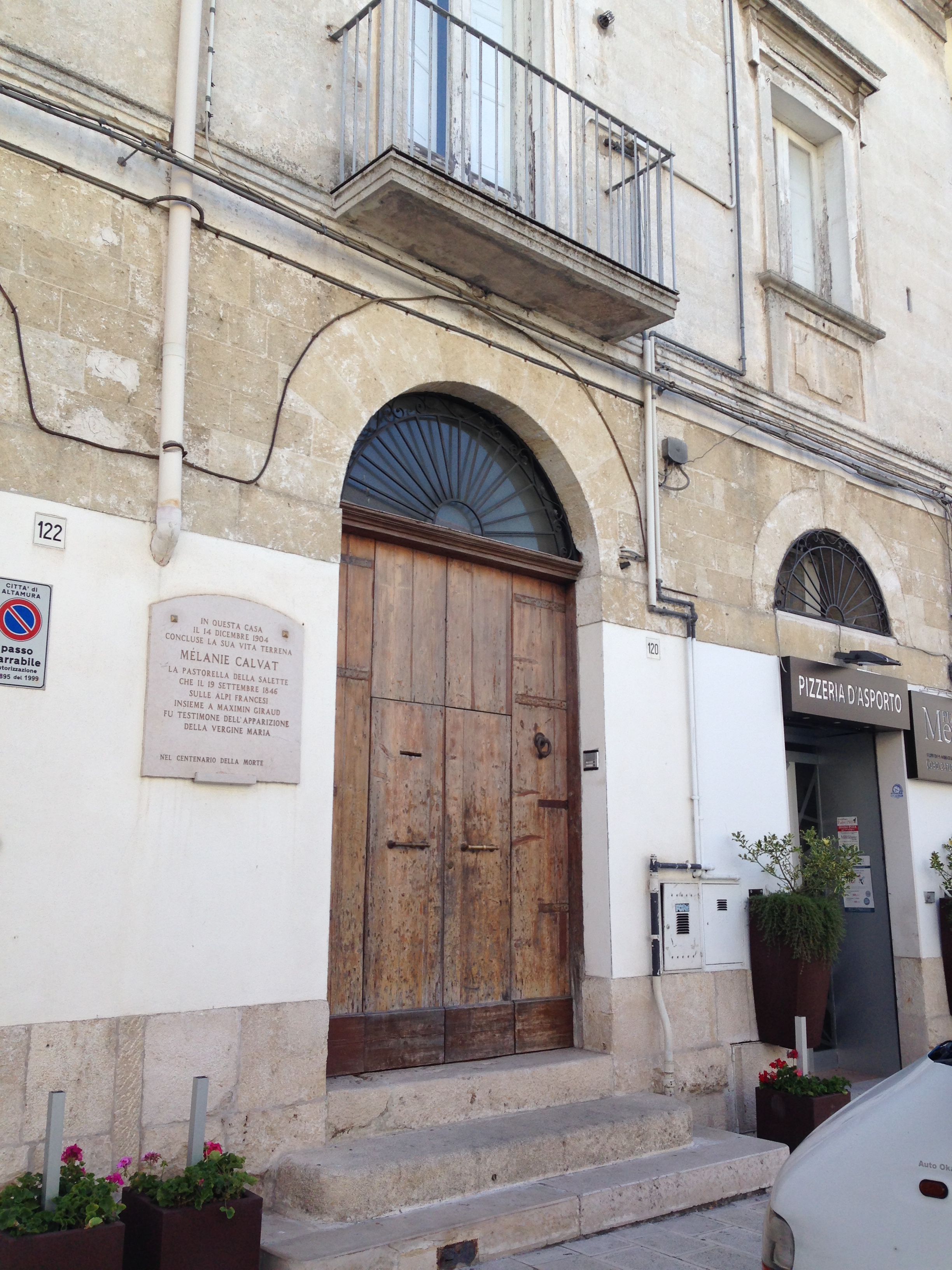
Das Haus in Altamura, in welchem Calvat im Dezember 1904 tot aufgefunden wurde.

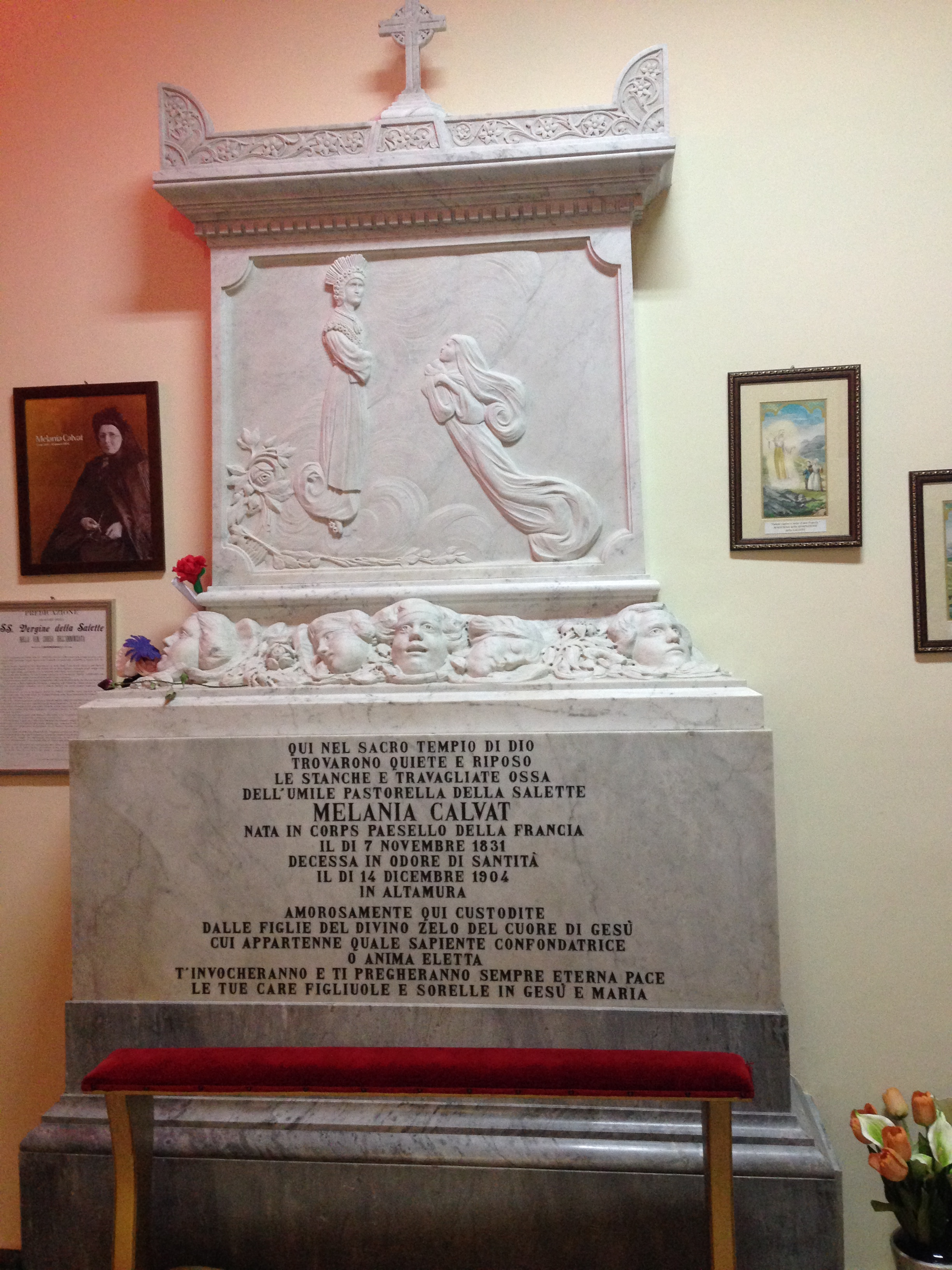
Calvats Sarg in Altamura in der Kirche Sant’Antonio

Am 15. Dezember 1904 wurde Calvat tot in ihrem Haus in Altamura aufgefunden. Sie wurde in Altamura unter einem Marmordenkmal mit einem Flachrelief beigesetzt, welches die Jungfrau Maria zeigt, die die Hirtin von La Salette im Himmel begrüßt.

## Kontroversen

### Vermächtnis
Jede Erscheinung ist ihrem eigenen Milieu und ihrer Zeit eigen. Kenneth L. Woodward stellte fest, dass „Seher charismatische Autorität erwerben, die routinemäßig durch die institutionelle Autorität in der Figur des örtlichen Bischofs in Frage gestellt wird … Der Bischof ist verpflichtet, die Rolle des Advocatus Diaboli zu übernehmen und gleichzeitig die Authentizität der Erscheinung in Frage zu stellen sowie ihre mögliche Bedeutung für die Kirche zu erkunden.“
Während des Pontifikats von Papst Benedikt XV. war die Kirche erneut gezwungen, sich mit diesem Thema zu befassen. Benedikt XV. erließ ein „Admonitum“ oder eine formelle päpstliche Warnung, in der er die vielen verschiedenen Versionen des Geheimnisses in all seinen unterschiedlichen Formen anerkannte und den Gläubigen sowie Geistlichen verbot, sie ohne Erlaubnis ihrer Bischöfe zu untersuchen oder zu diskutieren. Dieses Admonitum bekräftigte weiter, das unter Papst Leo XIII. erlassene Verbot der Kirche sei weiterhin bindend. Im Jahr 1923 wurde ein Dekret durch den Nachdruck 1879er-Ausgabe ausgelöst, anschließend wurde diese Ausgabe von einem antiklerikalen Anhänger des Geheimnisses geändert.
Seit dem Zweiten Vatikanischen Konzil wurden die Regeln über Diskussionen von Visionen gelockert und der Index wurde abgeschafft. Calvats Buch wurde erneut veröffentlicht und es folgten neue Diskussionen.

## Seligsprechung
Beim Lesen eines Berichts über ihr Leben im Jahr 1910 rief Papst Pius X. dem Bischof von Altamura, in dessen Diözese sie gestorben und begraben war, zu: „Unsere Heilige!“ Er schlug dem Bischof vor, umgehend einen Antrag zur Seligsprechung einzureichen. Trotzdem wurde Calvat bislang von der katholischen Kirche weder selig- noch heiliggesprochen.